# Лопатин (Винницкая область)
Лопатин (укр. Лопатин) — село на Украине, находится в Казатинском районе Винницкой области.
Код КОАТУУ — 0521485409. Население по переписи 2001 года составляет 341 человек. Почтовый индекс — 22161. Телефонный код — 4342.
Занимает площадь 1,26 км².

## Адрес местного совета
22160, Винницкая область, Казатинский р-н, с.Николаевка, ул.Ленина, 51